# Elísio Pais
Elísio Miguel Oliveira Pais (sinh ngày 22 tháng 2 năm 1998 ở Viseu) là một cầu thủ bóng đá người Bồ Đào Nha thi đấu cho Académico de Viseu F.C., ở vị trí thủ môn.

## Sự nghiệp bóng đá
Vào ngày 6 tháng 8 năm 2016, Pais có màn ra mắt cho Académico Viseu trong trận đấu tại LigaPro 2016–17 trước Vizela.